# Парусный спорт на летних Олимпийских играх 2024
Соревнования по парусному спорту на летних Олимпийских играх 2024 года прошли с 28 июля по 8 августа 2024 года в яхтенном порту («марина») Марселя.  Количество яхтсменов, участвовавших в соревнованиях на этих Играх, было сокращено с 350 до 330, при равном распределении между мужчинами и женщинами. Кроме того, в программу соревнований Летних игр 2024 года по парусному спорту внесен ряд существенных изменений, направленных на укрепление гендерного равенства и разнообразия стран-участниц в ходе квалификации.

## Типы судов и дисциплины
В программу олимпийского турнира яхтсменов были включены десять классов судов:
- ILCA 7 – динги для мужчин-одиночек
- ILCA 6 – динги для женщин-одиночек
- IQFoil (виндсёрфинг) – доска с подводным крылом для мужчин-одиночек и женщин-одиночек
- Формула Кайт (англ., кайтсёрфинг) – доска с воздушным змеем для мужчин-одиночек и женщин-одиночек
- 49-й – скифф (англ.) для мужчин-двоек
- 49-й FX – скифф для женщин-двоек
- 470 – швербот для смешанных двоек
- Накра 17 – катамаран для смешанных двоек

## Медали

### Медалисты

#### Мужские классы
| Дисциплины   | Золото                                   | Серебро                                         | Бронза                          |
| ------------ | ---------------------------------------- | ----------------------------------------------- | ------------------------------- |
| IQFoil       | Том Ревени Израиль                       | Грэй Моррис Австралия                           | Люк ван Опзеланд Нидерланды     |
| Формула Кайт | Валентин Бонтус Австрия                  | Тони Водишек Словения                           | Максимилиан Мэдер Сингапур      |
| ILCA 7       | Мэттью Верн Австралия                    | Павлос Контидис Кипр                            | Стефано Пескьера Перу           |
| 49-й         | Испания · Диего Ботин · Флориан Триттель | Новая Зеландия · Исаак Макхарди · Уилл Маккензи | США · Иан Бэрроуз · Ханс Хенкен |

#### Женские классы
| Дисциплины   | Золото                                       | Серебро                                 | Бронза                              |
| ------------ | -------------------------------------------- | --------------------------------------- | ----------------------------------- |
| IQFoil       | Марта Маджетти Италия                        | Шарон Кантор Израиль                    | Эмма Уилсон Великобритания          |
| Формула Кайт | Элеанор Олдридж Великобритания               | Лорьян Ноло Франция                     | Аннелаус Ламмертс Нидерланды        |
| ILCA 6       | Марит Бауместер Нидерланды                   | Анне-Мари Риндом Дания                  | Лине Хёст Норвегия                  |
| 49-й FX      | Нидерланды · Одиль ван Анхолт · Аннетт Дейтз | Швеция · Вильма Бобек · Ребекка Нетцлер | Франция · Сара Стеяр · Шарлин Пикон |

#### Смешанные классы
| Дисциплины | Золото                                 | Серебро                                     | Бронза                                         |
| ---------- | -------------------------------------- | ------------------------------------------- | ---------------------------------------------- |
| 470        | Австрия · Лукас Мер · Лара Вадлау      | Япония · Кэидзю Окада · Михо Ёсиока         | Швеция · Антон Дальберг · Ловиса Карлссон      |
| Накра 17   | Италия · Руджеро Тита · Катерина Банти | Аргентина · Матео Махдалини · Эухения Боско | Новая Зеландия · Мика Уилкинсон · Эрика Доусон |

### Общий зачёт
(Жирным выделено самое большое количество медалей в своей категории; принимающая страна также выделена)
| Общее количество медалей |                |        |         |        |       |
| Место                    | Страна         | Золото | Серебро | Бронза | Всего |
| 1                        | Нидерланды     | 2      | 0       | 2      | 4     |
| 2                        | Австрия        | 2      | 0       | 0      | 2     |
| 2                        | Италия         | 2      | 0       | 0      | 2     |
| 4                        | Австралия      | 1      | 1       | 0      | 2     |
| 4                        | Израиль        | 1      | 1       | 0      | 2     |
| 6                        | Великобритания | 1      | 0       | 1      | 2     |
| 7                        | Испания        | 1      | 0       | 0      | 1     |
| 8                        | Франция        | 0      | 1       | 1      | 2     |
| 8                        | Новая Зеландия | 0      | 1       | 1      | 2     |
| 8                        | Швеция         | 0      | 1       | 1      | 2     |
| 11                       | Аргентина      | 0      | 1       | 0      | 1     |
| 11                       | Кипр           | 0      | 1       | 0      | 1     |
| 11                       | Дания          | 0      | 1       | 0      | 1     |
| 11                       | Япония         | 0      | 1       | 0      | 1     |
| 11                       | Словения       | 0      | 1       | 0      | 1     |
| 16                       | Норвегия       | 0      | 0       | 1      | 1     |
| 16                       | Перу           | 0      | 0       | 1      | 1     |
| 16                       | Сингапур       | 0      | 0       | 1      | 1     |
| 16                       | США            | 0      | 0       | 1      | 1     |
| Всего                    | Всего          | 10     | 10      | 10     | 30    |

## Расписание
|  | Предварительные гонки |  | Медальные гонки (МГ) |

| ДатаСоревнование | Вос 28                | Пон 29                | Вто 30                | Сре 31                | Чет 1                 | Пят 2                 | Суб 3                 | Вос 4                 | Пон 5                 | Вто 6                 | Сре 7                 | Чет 8 | Пят 9 |
| ---------------- | --------------------- | --------------------- | --------------------- | --------------------- | --------------------- | --------------------- | --------------------- | --------------------- | --------------------- | --------------------- | --------------------- | ----- | ----- |
| Мужские классы   |                       |                       |                       |                       |                       |                       |                       |                       |                       |                       |                       |       |       |
| IQFoil           |                       | Предварительные гонки | Предварительные гонки | Предварительные гонки | Предварительные гонки |                       | МГ                    |                       |                       |                       |                       |       |       |
| Формула Кайт     |                       |                       |                       |                       |                       |                       |                       | Предварительные гонки | Предварительные гонки | Предварительные гонки | Предварительные гонки | МГ    | МГ    |
| ILCA 7           |                       |                       |                       |                       | Предварительные гонки | Предварительные гонки | Предварительные гонки | Предварительные гонки | Предварительные гонки | МГ                    |                       |       |       |
| 49-й             | Предварительные гонки | Предварительные гонки | Предварительные гонки | Предварительные гонки |                       | МГ                    |                       |                       |                       |                       |                       |       |       |
| Женские классы   |                       |                       |                       |                       |                       |                       |                       |                       |                       |                       |                       |       |       |
| IQFoil           |                       | Предварительные гонки | Предварительные гонки | Предварительные гонки | Предварительные гонки |                       | МГ                    |                       |                       |                       |                       |       |       |
| Формула Кайт     |                       |                       |                       |                       |                       |                       |                       | Предварительные гонки | Предварительные гонки | Предварительные гонки | Предварительные гонки | МГ    |       |
| ILCA 6           |                       |                       |                       |                       | Предварительные гонки | Предварительные гонки | Предварительные гонки | Предварительные гонки | Предварительные гонки | МГ                    |                       |       |       |
| 49-й FX          | Предварительные гонки | Предварительные гонки | Предварительные гонки | Предварительные гонки |                       | МГ                    |                       |                       |                       |                       |                       |       |       |
| Смешанные классы |                       |                       |                       |                       |                       |                       |                       |                       |                       |                       |                       |       |       |
| 470              |                       |                       |                       |                       |                       | Предварительные гонки | Предварительные гонки | Предварительные гонки | Предварительные гонки | Предварительные гонки | МГ                    |       |       |
| Накра 17         |                       |                       |                       |                       |                       |                       | Предварительные гонки | Предварительные гонки | Предварительные гонки | Предварительные гонки | МГ                    |       |       |